# 花鳥風月 〜恋ニヲチタル花園ノ姫〜
『花鳥風月 〜恋ニヲチタル花園ノ姫〜』（かちょうふうげつ こいにをちたるはなぞののひめ）は日本のアダルトゲームブランドSilver Bulletより2009年12月18日に発売されたパソコン用美少女ゲームである。
なお本作は『桜吹雪 〜千年の恋をしました〜』のスピンオフ作品である。

## 概要
主人公は前作と同じく柊一成。本作では女装して柊一花となっている。前作で攻略出来なかった花園会の杏子を含めた四姫がヒロインとなっており、「もし主人公が紅紗（前作のヒロイン）ではなく、杏子と先に会っていたら」というif物語的な作品となっている。

## ストーリー
唯一の肉親である母を失った柊一成は腹違いの姉の勧めにより名門校「花宮学院」に入学することになる。しかし花宮学院はお嬢様学校であるため、一成は姉の手回しで女装させられ、「柊一花」として学校に通うことに。そして入学初日、女装した一花は花園会会長の桜森杏子にお嬢様らしくない振る舞いを注意され、目を付けられてしまう。一花は生徒会に入会させられ、杏子の補佐を任される。一花は男だとバレないようにしながら、「姫」と呼ばれる花園会のメンバーのサポートをする中で、友情を深めたり、秘密を共有したりしていく。

## 登場人物

### メインキャラクター

#### 主人公
柊 一花（ひいらぎ いっか）
前作『桜吹雪』の主人公、柊一成と同一人物なので詳細は桜吹雪 〜千年の恋をしました〜#主人公を参照
本作では花宮へ入学するため、姉、雪花の手により女装させられている。
入学早々、桜森杏子に目をつけられたことがキッカケで花園会で官女候補となってしまう。そのために多忙な日々を送る羽目となるが、元々やると決めた時の責任感の強さがあるため、不器用ながら周囲から評価を高めていく。

#### ヒロイン
鳥姫・風姫・月姫は前作にも登場しているが、本名は本作から明かされた。
桜森 杏子（さくらもり あんず）
声：青山ゆかり
花園会の花姫（いわゆる生徒会長）。四姫の中で唯一、前作から名前が出ている。
鷹司 菫・アレクサンドラ（たかつかさ すみれ・あれくさんどら）
声：かわしまりの
花園会の鳥姫。フェンシング部の副部長も兼任している。
ドイツ人の父と日本人の母の間に生まれたハーフ。中性的な容姿の麗人で、花宮のアイドル的存在。家は中流家庭で、花宮では外の常識を持ち、中立的に事を判断出来るため、前作でもルートにより一成は彼女に相談を持ちかけている。
雲母坂 楓（きららざか かえで）
声：松永雪希
花園会の風姫。
紅紗並の低身長で、外見通り性格は子供っぽく自由奔放かつ明るく社交的。家柄と人格から多くの花宮学園生から慕われているが、自分一人で色々と背負い込んでしまう傾向にある。紅紗とは最も仲が良い。
桂木 小百合（かつらぎ さゆり）
声：このかなみ
花園会の月姫。茶道部の部長を兼任している。
花園会では裏方役で、メンバーの抑え役。相当な小声で気配も薄い。お笑い好きで音楽やゲームなど淑女然とした物腰からは意外な趣味をしている。

### サブキャラクター
桜森 紅紗（さくらもり あかしゃ）
声：茶谷やすら
一花の正体を見抜いており、実行委へ度々勧誘する。
天蕗 雪花（あまふき せつか）
声：御苑生メイ
主人公の姉。月姫への官女誘いを断る。
宮乃 紫苑（みやの しおん）
声：岬友美
超毒舌で主人公を翻弄。
麒麟寺 向日葵（きりんじ ひまわり）
声：芹園みや
剣術部員。まじめで自衛団へ積極的に参加。
※上記4人は前作でのヒロイン。詳細は桜吹雪 〜千年の恋をしました〜#ヒロインを参照
初音 雲雀（はつね ひばり）(Ｈ対象)
声：一色ヒカル
前作と同一人物。詳細は桜吹雪 〜千年の恋をしました〜#サブキャラクターを参照
西久瀬 紅葉（にしくぜ もみじ）(Ｈ対象)
声：逢川奈々
黒マントにたまたま襲われそうになる。お礼にお付き合いしたいと悲願する。
斑鳩 式部（いかるが しきぶ）(Ｈ対象)
声：榎津まお
剣術部部長。菫・小百合と同級生。